# Liste des édifices labellisés « Architecture contemporaine remarquable » de l'Indre
Cet article recense les édifices labellisés « Architecture contemporaine remarquable » de l'Indre, en France.
Le label « Architecture contemporaine remarquable » remplace depuis 2016 l'ancien label « Patrimoine du XXe siècle ». Il ne prend en compte que des édifices de moins de 100 ans à la date de labellisation, et qui ne sont pas protégés comme monuments historiques.
Au début 2024, l'Indre compte 14 édifices ainsi labellisé.

## Liste
| Monument                                                                                             | Commune      | Adresse                                                 | Coordonnées                      | Notice     | Date | Illustration                                                             |
| --- | ------------ | ------------------------------------------------------- | -------------------------------- | ---------- | ---- | ------------------------------------------------------------------------ |
| Piscine Tournesol                                                                                    | Chabris      | Rue Abel-Bonnet                                         | 47° 15′ 06″ nord, 1° 39′ 23″ est | ACR0000336 | 2016 | Image manquante Téléverser                                               |
| Ancienne cité de Touvent                                                                             | Châteauroux  |                                                         | 0° nord, 0° est                  | ACR0000337 | 2016 | Image manquante Téléverser                                               |
| Chapelle Sainte-Blanche, château du Touvent (établissement public départemental Blanche-de-Fontarce) | Châteauroux  | Château de Touvent Route de Velles                      | 46° 46′ 52″ nord, 1° 41′ 38″ est | ACR0000339 | 2016 | Image manquante Téléverser                                               |
| Groupe scolaire Jean-Zay                                                                             | Châteauroux  | 33 bis boulevard Saint-Denis                            | 46° 48′ 58″ nord, 1° 42′ 31″ est | ACR0000341 | 2016 | Image manquante Téléverser                                               |
| Hôtel des postes (actuelle chambre de commerce et d'industrie de l'Indre)                            | Châteauroux  | Rue de la Poste Rue Henri-Barboux                       | 46° 48′ 36″ nord, 1° 41′ 39″ est | ACR0000342 | 2014 | Hôtel des postes(actuelle chambre de commerce et d'industrie de l'Indre) |
| Lycée Pierre-et-Marie-Curie                                                                          | Châteauroux  | 31 rue Pierre-et-Marie-Curie                            | 46° 48′ 39″ nord, 1° 42′ 38″ est | ACR0000343 | 2016 | Image manquante Téléverser                                               |
| Maison Militon                                                                                       | Châteauroux  | 31 rue des Ponts                                        | 46° 48′ 51″ nord, 1° 41′ 16″ est | ACR0000344 | 2016 | Image manquante Téléverser                                               |
| Médiathèque et scène nationale L'Équinoxe                                                            | Châteauroux  | 41 avenue Charles-de-Gaulle                             | 46° 48′ 33″ nord, 1° 41′ 26″ est | ACR0000346 | 2016 | Image manquante Téléverser                                               |
| Résidence Victor-Hugo                                                                                | Châteauroux  | 4 rue André-Lescaroux 2 bis rue de la Gare              | 46° 48′ 42″ nord, 1° 41′ 41″ est | ACR0000347 | 2019 | Image manquante Téléverser                                               |
| Tour Saint-Cyran (dite Le Building)                                                                  | Châteauroux  | 12 place Saint-Cyran                                    | 46° 48′ 44″ nord, 1° 41′ 39″ est | ACR0000348 | 2019 | Image manquante Téléverser                                               |
| Ancienne usine Indreco (actuel pôle images, arts et formations)                                      | Issoudun     | 34-42 rue des Noués-Chaudes                             | 46° 57′ 18″ nord, 1° 59′ 26″ est | ACR0000349 | 2016 | Image manquante Téléverser                                               |
| Extension du musée de l'Hospice Saint-Roch                                                           | Issoudun     | 19, 21 rue de l'Hospice-Saint-Roch Impasse des Planches | 46° 56′ 43″ nord, 1° 59′ 40″ est | ACR0000350 | 2019 | Image manquante Téléverser                                               |
| Mairie et ancienne école                                                                             | Lurais       | Place des Tilleuls                                      | 46° 42′ 17″ nord, 0° 57′ 05″ est | ACR0000361 | 2016 | Mairie et ancienne école                                                 |
| Musée archéologique d'Argentomagus                                                                   | Saint-Marcel | Les Mersans                                             | 46° 36′ 03″ nord, 1° 30′ 55″ est | ACR0000351 | 2019 | Musée archéologique d'Argentomagus                                       |